# Praia de Tatajuba
Tatajuba é um praia brasileira localizada no município de Camocim, extremo oeste da faixa litorânea do Estado do Ceará, a aproximadamente 390 quilômetros de Fortaleza.
Rotas possíveis a partir de Fortaleza:
- Pela rodovia BR 222 até Sobral e em seguida ir até sede do município de Granja, depois disso pegar a estrada de terra para o distrito de Parasinho. A partir desse trecho, só é possível seguir adiante utilizando um carro de tração 4x4 ou em um buggy;
- Pela rodovia do Sol Poente (estrada Governador Valdemar de Alcântara), até Itapipoca e depois Sobral. O trecho seguinte é semelhante ao descrito anteriormente;
- Seguir o mesmo trajeto para Jericoacoara e, após a cidade de Jijoca de Jericoacoara, na bifurcação que vai para "Jeri", deve ser seguida a outra estrada de terra até Guriu, depois seguir pela praia de buggy ou veículo 4x4;

Rotas possíveis a partir de Camocim:
- Atravessar o Rio Coreaú de balsa e seguir de buggy ou veículo 4x4 até Tatajuba.